# ローレル・フォールズ・トレイル
ローレル・フォールズ・トレイル(Laurel Falls Trail)はアメリカ合衆国テネシー州セヴィア郡のグレート・スモーキー山脈国立公園にある登山道である。ローレル滝に向かいコーヴ山(標高4,077 ft (1,243 m); 1,372 m)を登る。この公園で最も人気のある滝のうちの一つに数えられる。途中、コーヴ山の頂上と火の見櫓がある。

## 基本事項
- ローレル・フォールズ・トレイルはローレル滝に向かう最初の1.3マイル (2.1 km)は舗装されている。なお、このトレイルはこの公園で最も人気のあるアトラクションの一つとなっている。
- トレイル終点にある歴史的な監視塔はこの公園に現存する3つのうちの1つであるが、危険なため登ることはできない。
- スタート地点は公園内のリトル・リバー・ロードにあり、公園本部のあるシュガーランド観光案内所から4マイル(6km)弱の所にある。

## 見所
- ローレル滝
- 樹齢の高い木々
- コーヴ山監視塔

## 概要

### ローレル滝へのスタート地点
ローレル・フォールズ・トレイルは少なくとも滝で言えば公園全体を見ても歴史のあるトレイルの一つである。それは道路の腐食を防ぐために施した舗装部分の色が物語っている。さらにそこには0.1-マイル (0.16 km)ごとに木の杭が打ってありローレル滝への1.3マイル (2.1 km)の行程の指標となっている。道の舗装部分は子供も通りやすく、しばしば混雑しておりゆっくりと自然を楽しむことができる。二次林の木々は近年太くなってきており、ゲッケイジュ(ローレル)で彩られることがあり、ここから滝の名が付けられた。滝に近づくと水の流れ落ちる音が聞こえてくる。ローレル滝は75-フート (23 m)で複数段になっている。トレイルの終点はその途中段の巨大岩の塊のある所となり、水しぶきを浴びたり、一番下の段では水に入ったりできる。そのためどんなにいつ行っても交通渋滞であると言われようとも滝が人気がある所以である。

### ローレル滝からコーヴ山監視塔
滝からたった1マイル入った所でも野生の森を見ることができる。ここの樹齢の高い木々はこの辺りの森同様伐採されたことがなかった。原因として運搬の難しさが挙げられる。3.1-マイル (5.0 km)地点でリトル・グリーンブレア・トレイルと交差し、コーヴ山に向かうチンカピン・リッジの頂上に沿って続く。ここの道はコーヴ山監視塔に続く数100ヤードの古い未舗装道路である。この監視塔は以前は公開されグレート・スモーキー山脈の山腹を見渡すことができたが、現在は危険であるため公開されていない。しかしながらスターリング山、シャックスタックと並びこの山脈に現存する3つの監視塔(カマラー山の火の見櫓を除く)の1つであり見る価値がある。公園本部であるシュガーランド観光案内所に続くコーヴ・マウンテン・トレイルとの交差でトレイルは終了しメインの通りに戻る。